# Круница
Круница (лат. corolla) је унутрашњи део перијанта (цветног омотача). Чини је скуп круничних листића (латица). Крунични листићи су углавном доста крупнији од чашичних листића и јарко су обојени. Улога крунице је да привуче пажњу животињама (најчешће птицама и инсектима) које имају улогу у размножавању. Постоје биљке код којих су листићи крунице срасли и оне код којих су листићи раздвојени. Круница са сраслим круничним листићима се назива симпетална круница (Sympetalae), док се круница са раздвојеним круничним листићима назива хорипетална круница (Choripetalae). Код симпеталних круница се разликују три дела. То су: доњи део или „цев“ (tubus corollae), горњи део или „левак“, „обод“ (limbus corollae) и „ждрело“ (phaux corollae). Код хорипеталних круница, на слодном круничном листићу се разликују доњи део или „нокатац“ (unguis) и горњи део или „лиска“ (lamina). Ако су крунични листићи срасли, на њеном врху остаје онај број зубаца колико је сраслих круничних листића. Код круница са сраслим листићима облик може бити веома разноврстан, али је круница најчешће цевастог, клинастог, звонастог, лептирастог, левкастог или точкастог облика. Постоје крунице које на круничним листићима образују израштаје у виду репа, који дају веома леп изглед цвету.
Према теорији еволуције, еволутивно су прво настале биљке са раздвојеним круничним листићима, а потом су од њих настале и биљке са спојеним круничним листићима. Заступници ове теорије наводе бројне палеонтолошке доказе који потврђују ову тезу. Многи ботаничари верују да је до појава цветова са сраслим круничним листићима настала са појавом грађе инсеката која омогућава опрашивање цветова.
Улога крунице је да привуче пажњу животињама које имају улогу у размножавању биљке тако што опршују цвет. Крунични листићи својим обликом, обојеношћу и етарским уљима која испуштају примамљују животиње које опрашују цвет. Многи цветови из круничних листића луче нектар којим примамљују инсекте и друге животиње. Код неких цветова се нектар лучи на слободној, горњој површини, док се код других стварају џепаста удубљења заштићена љуспама и длакама. Код неких круница се, у специјалним израштајима - остругама (calcar) лучи мед. Ова појава се најчешће јавља код породице Љутићи (Ranunculaceae).
Код биљака које се опрашују помоћу ветра, круница је често у потпуности редукована. Ова појава је настала да се поленова зрна не би задржавала на круничним листићима. Цвет који нема круничне листиће се назива апетални цвет.

## Боја
Боја крунице може веома бити различита. Она зависи од врсте и количине пигмената који се налазе растворени у ћелијском соку. Црвена, плава и љубичаста боја настаје од антоцијанина, жута боја настаје од антохлора или каротеноидних пигмената хлоропласта. Бела боја крунице настаје услед недостатка пигмената и присуства великог броја интерцелулара (међућелијских простора) испуњених ваздухом, услед чега долази до потпуне рефлексије сунчевих зрака. Црна боја настаје због густо распоређених тамнољубичастих или тамноцрвених пигмената. Црни пигмент не постоји. Неке крунице у току развића мењају боју. До те појаве долази пошто биљке током развића мењају састав хемијских материја које се налазе у ткиву. Тако, нпр. биљка споменак (Myosotis versicolor) у почетку има беле цветове, потом жуте, па црвенкасте и на крају плаве цветове.

## Симетричност
Круница је код многих цветова актиноморфне грађе (кроз њу се може провући већи број равни симетрије). Велики број цветова има круницу зигоморфне грађе (могу се провући две равни симетрије), док су цветови са асиметричном круницом доста ретки. Цветови који имају круницу зигоморфне грађе су углавном прилагођени опрашивању помоћу инсеката. Многи ботаничари сматрају да су зигоморфни цветови еволутивно настали из актиноморфних и то тако што су се прилагођавали деловању инсеката.
Цвет је актиноморфан ако му је круница актиноморфно грађена, без обзира на распоред осталих делова цвета. Међутим постоје и изузеци као што је нпр. породица Solanacea која има круницу актиноморфне грађе, али је цвет моносиметричан због грађе плодника. Такође је честа појава да се на врху осовине цвасти развија цвет актиноморфне грађе, иако је цела цваст изграђена од зигоморфних цветова. Ова појава се назива пелорија.